# Bébidjia
Bébidjia este un oraș din Ciad, reședință a departamentului Nya.